# Даунтаун-Калгари
Даунта́ун-Ка́лгари (англ. Downtown Calgary) — район центрального Калгари (Альберта). Он не является отдельным микрорайоном как таковым, а состоит из трёх микрорайонов и нескольких кварталов.
В сущности, деловая часть Калгари с запада ограничена Западной 14-й улицей, с севера — Южной 3-й авеню и О-Клэром, с востока — рекой Элбоу, а с юга — главной железнодорожной линией КТЖД. В состав деловой части входят три микрорайона: Даунтаун-Уэст-Энд, коммерческий центр деловой части и Даунтаун-Ист-Виллидж. Микрорайоны О-Клэр к северу, Чайнатаун на северо-востоке и Белтлайн на юге многими также считаются частью деловой части, но формально к ней не относятся.
Население деловой части Калгари по-прежнему относительно невелико по сравнению с аналогичными районами других городов, несмотря на крупные проекты по реконструкции и строительству кондоминиумов и жилых домов. Общая численность населения трёх микрорайонов деловой части в 2009 г. составляла 12 455 чел. Даунтаун-Уэст-Энд и Даунтаун-Ист-Виллидж обычно считаются жилыми микрорайонами деловой части.
Путь скоростного трамвая Calgary Transit C-Train пролегает по Южной 7-й авеню, пересекая всю деловую часть, причём проезд на этом участке маршрута бесплатный.